# Nati nel 1990/Ottobre
| Questa pagina contiene informazioni ricavate automaticamente dalle voci biografiche con l'ausilio del template Bio e di un bot. L'aggiornamento è periodico e automatico e ricostruisce completamente la pagina. Se manca una persona in questa lista, sei pregato di non aggiungerla, ma accertati piuttosto che la sua voce biografica contenga il template Bio e che i dati anagrafici siano correttamente compilati. Se il template Bio manca, inseriscilo tu stesso o, in alternativa, metti l'avviso {{tmp\|Bio}} che ne segnala la mancanza. Se i dati riportati sono sbagliati, correggi direttamente la voce biografica; le modifiche saranno visibili in questa lista entro pochi giorni. Per chiarimenti vedi il progetto biografie. La lista contiene solo le 486 persone che sono citate nell'enciclopedia e per le quali è stato implementato correttamente il template Bio. Pagina aggiornata al 18 ago 2025. |

- 1º ottobre - Şahin Aygüneş, calciatore tedesco
- 1º ottobre - Dustin Hopkins, giocatore di football americano statunitense
- 1º ottobre - Chloe Hosking, ciclista su strada australiana
- 1º ottobre - Baden Jaxen, cestista statunitense
- 1º ottobre - Hazal Kaya, attrice turca
- 1º ottobre - Jan Kirchhoff, allenatore di calcio e ex calciatore tedesco
- 1º ottobre - Anthony Lopes, calciatore francese
- 1º ottobre - Ousmane Mané, calciatore senegalese
- 1º ottobre - Nick Marsman, calciatore olandese
- 1º ottobre - Paige McPherson, taekwondoka statunitense
- 1º ottobre - Pedro Mendes, calciatore portoghese
- 1º ottobre - Leonardo Monteiro, cantante, cantautore e ballerino svizzero
- 1º ottobre - Tomislav Mrčela, calciatore australiano
- 1º ottobre - Albert Prosa, calciatore estone
- 1º ottobre - Dezmen Southward, giocatore di football americano statunitense
- 1º ottobre - Florian Staub, schermidore svizzero
- 1º ottobre - Gary Woods, calciatore inglese
- 1º ottobre - Talib Zanna, cestista nigeriano
- 2 ottobre - Rafael Acosta, ex calciatore uruguaiano
- 2 ottobre - Samantha Barks, attrice e cantante mannese
- 2 ottobre - Dean Bouzanis, calciatore australiano
- 2 ottobre - Robert Brant, pugile statunitense
- 2 ottobre - Mikkel Diskerud, ex calciatore norvegese
- 2 ottobre - Christopher Drazan, calciatore austriaco
- 2 ottobre - Barbara Guarischi, ciclista su strada e pistard italiana
- 2 ottobre - Ivan Martić, ex calciatore svizzero
- 2 ottobre - Platiny, calciatore brasiliano
- 2 ottobre - Maximiliano Rodríguez Maeso, ex calciatore uruguaiano
- 2 ottobre - Jordanne Scott, pallavolista statunitense
- 2 ottobre - Shekhinah, cantante sudafricana
- 2 ottobre - Divine, rapper indiano
- 3 ottobre - Jamal Ben Saddik, kickboxer belga
- 3 ottobre - Sander Henrique Bortolotto, calciatore brasiliano
- 3 ottobre - Fran Cárdenas, cestista spagnolo
- 3 ottobre - Ana-Maria Crnogorčević, calciatrice svizzera
- 3 ottobre - Abdel El Moussaoui, giocatore di calcio a 5 e ex calciatore norvegese
- 3 ottobre - Sebastian Griesbeck, calciatore tedesco
- 3 ottobre - Elysée Kouadio, calciatore ivoriano
- 3 ottobre - Johan Le Bon, ciclista su strada francese
- 3 ottobre - Michele Morrone, attore italiano
- 3 ottobre - Vincenzo Pasquino, mafioso e collaboratore di giustizia italiano
- 3 ottobre - Tetjana Romanenko, ex calciatrice ucraina
- 3 ottobre - Paula Sartor, attrice argentina
- 3 ottobre - Dar'ja Škurichina, ginnasta russa
- 3 ottobre - Laura Strati, lunghista italiana
- 3 ottobre - Tuvana Türkay, attrice turca
- 3 ottobre - Dino Štiglec, calciatore croato
- 4 ottobre - Amara La Negra, cantante, attrice e personaggio televisivo statunitense
- 4 ottobre - Stelios Dīmītriou, calciatore cipriota
- 4 ottobre - David Fales, giocatore di football americano statunitense
- 4 ottobre - Hovhannes Hambarjowmyan, calciatore armeno
- 4 ottobre - Christoph Harting, discobolo tedesco
- 4 ottobre - Marek Hlinka, calciatore slovacco
- 4 ottobre - Brent Kallman, calciatore statunitense
- 4 ottobre - Kévin Klinkenberg, pallavolista belga
- 4 ottobre - Li Hang, giocatore di snooker cinese
- 4 ottobre - Barkevious Mingo, giocatore di football americano statunitense
- 4 ottobre - Nela Pocisková, cantante slovacca
- 4 ottobre - Donald Rapo, ex calciatore albanese
- 4 ottobre - Wellington Rocha, ex calciatore brasiliano
- 4 ottobre - Sergej Šubenkov, ostacolista russo
- 4 ottobre - Charlotte Wakefield, attrice e cantante inglese
- 4 ottobre - David Wheeler, calciatore inglese
- 5 ottobre - Mohamed Ali Yacoubi, calciatore tunisino
- 5 ottobre - Sam Barrington, giocatore di football americano statunitense
- 5 ottobre - Josh Bugajski, canottiere britannico
- 5 ottobre - Andrea Colombo, arbitro di calcio italiano
- 5 ottobre - Federico Delbonis, ex tennista argentino
- 5 ottobre - Miguel Ángel Garrido Cifuentes, calciatore spagnolo
- 5 ottobre - Susana Abaitua, attrice spagnola
- 5 ottobre - Jean-Claude Iranzi, calciatore ruandese
- 5 ottobre - Myles Jeffrey, attore e doppiatore statunitense
- 5 ottobre - Jesús Valdés, pallavolista messicano
- 5 ottobre - Kathleen Luft, allenatrice di pallavolo e ex pallavolista statunitense
- 5 ottobre - Ali Mabkhout, calciatore emiratino
- 5 ottobre - Josh Matavesi, rugbista a 15 figiano
- 5 ottobre - Ferdinand Oswald, ex calciatore tedesco
- 5 ottobre - Taylour Paige, attrice e ballerina statunitense
- 5 ottobre - Pia Pakarinen, modella finlandese
- 5 ottobre - Lais Ribeiro, supermodella brasiliana
- 5 ottobre - Blaž Rola, tennista sloveno
- 5 ottobre - Thoi Singh, calciatore indiano
- 5 ottobre - Anastasija Šljachovaja, pallavolista russa
- 5 ottobre - Yuika Sugasawa, calciatrice giapponese
- 5 ottobre - Birand Tunca, attore e modello turco
- 5 ottobre - Umed Ukuri, calciatore etiope
- 5 ottobre - Andreas Wittwer, ex calciatore svizzero
- 5 ottobre - Caion, calciatore brasiliano
- 6 ottobre - Quincy Acy, ex cestista e allenatore di pallacanestro statunitense
- 6 ottobre - Matteo Bernardi, artista marziale italiano
- 6 ottobre - Scarlett Byrne, attrice britannica
- 6 ottobre - Francesco D'Onofrio, ex calciatore belga
- 6 ottobre - Kassim Doumbia, calciatore maliano
- 6 ottobre - Adomas Drungilas, cestista lituano
- 6 ottobre - Rolf Feltscher, calciatore svizzero
- 6 ottobre - Jordan Hamilton, cestista statunitense
- 6 ottobre - Han Sun-hwa, cantante, ballerina e attrice sudcoreana
- 6 ottobre - Mohammad Hassanzadeh, cestista iraniano
- 6 ottobre - Marcus Johansson, hockeista su ghiaccio svedese
- 6 ottobre - Nazem Kadri, hockeista su ghiaccio canadese
- 6 ottobre - Kaan Kanak, calciatore turco
- 6 ottobre - Stefanie Martini, attrice britannica
- 6 ottobre - Jynx Maze, attrice pornografica statunitense
- 6 ottobre - Mogakolodi Ngele, calciatore botswano
- 6 ottobre - King Osanga, calciatore nigeriano
- 6 ottobre - Yoana Palacio, pallavolista cubana
- 6 ottobre - Roman Vlasov, lottatore russo
- 6 ottobre - Hotaru Yamaguchi, calciatore giapponese
- 7 ottobre - Nicole Beukers, canottiera olandese
- 7 ottobre - Dzimitryj Chlebasolaǔ, ex calciatore bielorusso
- 7 ottobre - Sebastián Coates, calciatore uruguaiano
- 7 ottobre - Mason Finley, discobolo e pesista statunitense
- 7 ottobre - Gabriele Genghini, ex calciatore sammarinese
- 7 ottobre - Vitali Grigoryev, giocatore di calcio a 5 kazako
- 7 ottobre - Metrickz, rapper tedesco
- 7 ottobre - Marie-Laurence Jungfleisch, altista tedesca
- 7 ottobre - Ayla Kell, attrice e ballerina statunitense
- 7 ottobre - Gersom Klok, calciatore olandese
- 7 ottobre - Ian Mariano, calciatore statunitense
- 7 ottobre - Dom Morris, ex cestista statunitense
- 7 ottobre - Timur Mukanov, giocatore di calcio a 5 kazako
- 7 ottobre - Giannīs Pasas, calciatore greco
- 7 ottobre - Lauritz Schoof, canottiere tedesco
- 7 ottobre - Seinabo Sey, cantante svedese
- 7 ottobre - Olivier Vernon, giocatore di football americano statunitense
- 8 ottobre - Sara Bottarelli, mezzofondista e fondista di corsa in montagna italiana
- 8 ottobre - Sanne Cant, ex ciclocrossista, ex mountain biker e ex ciclista su strada belga
- 8 ottobre - Karl Darlow, calciatore inglese
- 8 ottobre - Filip Dumić, cestista serbo
- 8 ottobre - Laura Fusetti, ex calciatrice italiana
- 8 ottobre - Felipe Gutiérrez, ex calciatore cileno
- 8 ottobre - Tom Rhys Harries, attore gallese
- 8 ottobre - Bryan Linssen, calciatore olandese
- 8 ottobre - Arturo Mina, calciatore ecuadoriano
- 8 ottobre - Ezequiel Muñoz, calciatore argentino
- 8 ottobre - David Rundblad, hockeista su ghiaccio svedese
- 8 ottobre - Rafael Silva dos Santos, calciatore brasiliano
- 8 ottobre - Miguel Vieira, ex calciatore portoghese
- 9 ottobre - Vytautas Andriuškevičius, ex calciatore lituano
- 9 ottobre - Ann-Katrin Berger, calciatrice tedesca
- 9 ottobre - Joshua Booth, canottiere australiano
- 9 ottobre - Javier Burrai, calciatore argentino
- 9 ottobre - Eugeniu Celeadnic, calciatore moldavo
- 9 ottobre - Andre Ettienne, ex calciatore trinidadiano
- 9 ottobre - Jason Johnson, ex calciatore giamaicano
- 9 ottobre - Kevin Kampl, calciatore sloveno
- 9 ottobre - Jake Lamb, giocatore di baseball statunitense
- 9 ottobre - Dominik Märki, giocatore di curling svizzero
- 9 ottobre - Yousef Naser Al-Sulaiman, calciatore kuwaitiano
- 9 ottobre - Morgan Pridy, allenatore di sci alpino e ex sciatore alpino canadese
- 9 ottobre - Ivan Runje, ex calciatore croato
- 9 ottobre - Takahiro Shiraishi, serial killer giapponese († 2025)
- 9 ottobre - Johanna Solano, modella costaricana
- 9 ottobre - Cedrik-Marcel Stebe, tennista tedesco
- 9 ottobre - Abednego Tetteh, calciatore ghanese
- 9 ottobre - Marcus Willis, tennista britannico
- 9 ottobre - Elia Zurbriggen, ex sciatore alpino svizzero
- 10 ottobre - Fanendo Adi, ex calciatore nigeriano
- 10 ottobre - Alejandro Aguilar, ex calciatore costaricano
- 10 ottobre - Levan Berianidze, lottatore georgiano
- 10 ottobre - Jonathan Bourhis, cestista francese († 2009)
- 10 ottobre - Sam Cox, ex calciatore guyanese
- 10 ottobre - István Kozák, lottatore ungherese
- 10 ottobre - Gurjinder Kumar, calciatore indiano
- 10 ottobre - Jacopo Luchini, snowboarder italiano
- 10 ottobre - Venus Lux, attrice pornografica, regista e produttrice cinematografica statunitense
- 10 ottobre - Gary Martin, calciatore inglese
- 10 ottobre - Christian Osaguona, ex calciatore nigeriano
- 10 ottobre - Rakul Preet, attrice e modella indiana
- 10 ottobre - Geno Smith, giocatore di football americano statunitense
- 10 ottobre - Alys Thomas, ex nuotatrice britannica
- 10 ottobre - Rafael Tolói, calciatore brasiliano
- 10 ottobre - Jakub Vadlejch, giavellottista ceco
- 10 ottobre - Scott Williams, rugbista a 15 britannico
- 10 ottobre - Kolten Wong, giocatore di baseball statunitense
- 10 ottobre - Ha Yeon-soo, attrice sudcoreana
- 10 ottobre - Çağrı Çıtanak, attore turco
- 11 ottobre - Gonzalo Abdala, giocatore di calcio a 5 argentino
- 11 ottobre - Stephane Acka, calciatore ivoriano
- 11 ottobre - Paweł Baranowski, calciatore polacco
- 11 ottobre - Edickson Contreras, tuffatore venezuelano
- 11 ottobre - Aubrey David, calciatore guyanese
- 11 ottobre - Georgia Davies, ex nuotatrice britannica
- 11 ottobre - Evaldas Kairys, cestista lituano
- 11 ottobre - James Kinney, cestista statunitense
- 11 ottobre - Cristian Mejía, ex calciatore colombiano
- 11 ottobre - Paolo Oliva, pallanuotista italiano
- 11 ottobre - Sebastian Rode, ex calciatore tedesco
- 11 ottobre - Julija Sanina, cantante ucraina
- 11 ottobre - Jericho Cruz, cestista filippino
- 11 ottobre - Jordan Williams, ex cestista statunitense
- 12 ottobre - Manon Azem, attrice, doppiatrice e modella francese
- 12 ottobre - Jan Chramosta, calciatore ceco
- 12 ottobre - Brock Coyle, giocatore di football americano statunitense
- 12 ottobre - Sinéad Harnett, cantautrice britannica
- 12 ottobre - Kyoji Horiguchi, artista marziale misto giapponese
- 12 ottobre - Roman Izmajlov, tuffatore russo
- 12 ottobre - Henri Lansbury, ex calciatore inglese
- 12 ottobre - Kofi Opare, ex calciatore ghanese
- 12 ottobre - Craig Osaikhwuwuomwan, cestista olandese
- 12 ottobre - Marc Rademacher, bobbista tedesco
- 12 ottobre - Cadarian Raines, cestista statunitense
- 12 ottobre - Melody, cantante, chitarrista e ballerina spagnola
- 12 ottobre - Radoslav Vasilev, ex calciatore bulgaro
- 12 ottobre - Àlex Villaécija, nuotatore spagnolo
- 12 ottobre - Anton Vorob'ëv, ciclista su strada russo
- 13 ottobre - Mohammed Ali Ayed, calciatore emiratino
- 13 ottobre - Lucas Eberle, calciatore liechtensteinese
- 13 ottobre - Florian Munteanu, attore, modello e kickboxer rumeno
- 13 ottobre - Volkan Fındıklı, calciatore turco
- 13 ottobre - Pooja Hegde, attrice e modella indiana
- 13 ottobre - Justin Jackson, cestista statunitense
- 13 ottobre - Filip Kiss, calciatore slovacco
- 13 ottobre - Katarína Máliková, cantante slovacca
- 13 ottobre - Bailey Noble, attrice statunitense
- 13 ottobre - Park Hwan-hee, attrice sudcoreana
- 13 ottobre - Himesh Patel, attore, musicista e cantante britannico
- 13 ottobre - Ermek Quantaev, calciatore kazako
- 13 ottobre - Andrej Rendla, ex calciatore slovacco
- 13 ottobre - Adrián Sardinero, calciatore spagnolo
- 13 ottobre - Jakob Silfverberg, hockeista su ghiaccio svedese
- 14 ottobre - Dan Bramble, lunghista britannico
- 14 ottobre - Matteo Cecchini, giocatore di beach volley italiano
- 14 ottobre - Emily Correal, ex cestista statunitense
- 14 ottobre - Robert Gilchrist, cestista britannico
- 14 ottobre - Shaul Guerrero, ex wrestler statunitense
- 14 ottobre - Ángela Hernández, politica, avvocata e giornalista colombiana († 2022)
- 14 ottobre - Mikołaj Lebedyński, calciatore polacco
- 14 ottobre - Laisenia Raura, calciatore figiano
- 14 ottobre - Ray, cantante giapponese
- 14 ottobre - Rodrigo Ramallo, calciatore boliviano
- 14 ottobre - John Simon, giocatore di football americano statunitense
- 14 ottobre - Ryōta Takahashi, giocatore di football americano giapponese
- 14 ottobre - Anthony Ujah, calciatore nigeriano
- 15 ottobre - Kalif Alhassan, ex calciatore ghanese
- 15 ottobre - Vincent Council, ex cestista statunitense
- 15 ottobre - Jeon Ji-yoon, cantante e rapper sudcoreana
- 15 ottobre - Sondre Justad, cantante norvegese
- 15 ottobre - Levan K'ak'ubava, calciatore georgiano
- 15 ottobre - Johannes Lochner, bobbista tedesco
- 15 ottobre - Brennan Mejia, attore e modello statunitense
- 15 ottobre - Kiko Mizuhara, modella, attrice e stilista statunitense
- 15 ottobre - Hamish Peacock, giavellottista australiano
- 15 ottobre - Marianne Rendón, attrice statunitense
- 15 ottobre - Adi Said, calciatore bruneiano
- 15 ottobre - Katy Sealy, multiplista britannica
- 15 ottobre - Ryan Thompson, pallavolista statunitense
- 15 ottobre - Duke Williams, giocatore di football americano statunitense
- 15 ottobre - Amar Zouggaghi, giocatore di calcio a 5 belga
- 15 ottobre - Matúš Čonka, calciatore slovacco
- 16 ottobre - Richard Amardi, cestista canadese
- 16 ottobre - Karen Araya, calciatrice cilena
- 16 ottobre - Marco Barbini, ex rugbista a 15 italiano
- 16 ottobre - Sam Bennett, ciclista su strada irlandese
- 16 ottobre - Ridsa, cantante e rapper francese
- 16 ottobre - Carlie Casey, attrice statunitense
- 16 ottobre - Jens Cools, calciatore belga
- 16 ottobre - Antoine Demoitié, ciclista su strada belga († 2016)
- 16 ottobre - Petteri Forsell, calciatore finlandese
- 16 ottobre - Gabriel Hachen, calciatore argentino
- 16 ottobre - Yohanna, cantante islandese
- 16 ottobre - Anastasija Kočeržova, bobbista e velocista russa
- 16 ottobre - Dardo Miloc, calciatore argentino
- 16 ottobre - Hiroki Moriya, tennista giapponese
- 16 ottobre - Brock Motum, cestista australiano
- 16 ottobre - Luis Carlos Murillo, calciatore colombiano
- 16 ottobre - Tim Nedow, pesista e discobolo canadese
- 16 ottobre - Buttree Puedpong, taekwondoka thailandese
- 16 ottobre - Anirudh Ravichander, compositore e cantante indiano
- 16 ottobre - Tang Miao, calciatore cinese
- 16 ottobre - Tatiane Pacheco do Nascimento, cestista brasiliana
- 17 ottobre - Diego Aguirre Parra, calciatore spagnolo
- 17 ottobre - Marcelo Arévalo, tennista salvadoregno
- 17 ottobre - Gonzalo Castillo, calciatore uruguaiano
- 17 ottobre - Marius Copil, tennista romeno
- 17 ottobre - Mist Edvardsdóttir, calciatrice islandese
- 17 ottobre - Maica García Godoy, pallanuotista spagnola
- 17 ottobre - Jelyzaveta Jas'ko, politica ucraina
- 17 ottobre - Wilmar Jordán Gil, calciatore colombiano
- 17 ottobre - Saki Kumagai, calciatrice giapponese
- 17 ottobre - Patrick Lambie, ex rugbista a 15 sudafricano
- 17 ottobre - Dora Madison, attrice statunitense
- 17 ottobre - Rafael Montero, giocatore di baseball dominicano
- 17 ottobre - Arisa Murata, sciatrice freestyle giapponese
- 17 ottobre - Nnamdi Oduamadi, calciatore nigeriano
- 17 ottobre - Natalie Spooner, hockeista su ghiaccio canadese
- 17 ottobre - Joanna Vanderham, attrice britannica
- 17 ottobre - Marley Watkins, calciatore gallese
- 18 ottobre - Ádám Bódi, calciatore ungherese
- 18 ottobre - Derrick Coleman, ex giocatore di football americano statunitense
- 18 ottobre - Drew Crawford, cestista statunitense
- 18 ottobre - Brittney Griner, cestista statunitense
- 18 ottobre - Fagner Ironi Daponte, calciatore brasiliano
- 18 ottobre - Pavel Korobkov, ex cestista e allenatore di pallacanestro russo
- 18 ottobre - Daniel Opare, calciatore ghanese
- 18 ottobre - Óscar Opazo, calciatore cileno
- 18 ottobre - Bristol Palin, statunitense
- 18 ottobre - Levan Q'enia, allenatore di calcio e ex calciatore georgiano
- 18 ottobre - Carrie Russell, velocista e bobbista giamaicana
- 18 ottobre - Carly Schroeder, attrice statunitense
- 18 ottobre - Tomaž Sovič, ex sciatore alpino sloveno
- 18 ottobre - Enosch Wolf, cestista tedesco
- 18 ottobre - Stefan Zachäus, triatleta lussemburghese
- 19 ottobre - Enrica Cipolloni, multiplista e altista italiana
- 19 ottobre - Emma Coburn, siepista statunitense
- 19 ottobre - Gagik Daġbašyan, calciatore armeno
- 19 ottobre - Matthew Foschini, ex calciatore australiano
- 19 ottobre - Jamelle Hagins, cestista statunitense
- 19 ottobre - Alyz Henrich, modella venezuelana
- 19 ottobre - Tim Hirsch, ex giocatore di football americano tedesco
- 19 ottobre - Hassan Ibrahim, calciatore emiratino
- 19 ottobre - Dušan Jovančić, calciatore serbo
- 19 ottobre - Janet Leon, cantante svedese
- 19 ottobre - Niverka Marte, pallavolista dominicana
- 19 ottobre - Samantha Munro, attrice canadese
- 19 ottobre - Samuel Nascimento, attore e cantante brasiliano
- 19 ottobre - Diogo Piçarra, cantante portoghese
- 19 ottobre - Ciara Renée, attrice, cantante e musicista statunitense
- 19 ottobre - Pere Tutusaus, pilota motociclistico spagnolo
- 20 ottobre - Guye Adola, maratoneta e mezzofondista etiope
- 20 ottobre - Alican Aytekin, attore turco
- 20 ottobre - Serdar Aziz, calciatore turco
- 20 ottobre - Séidou Barazé, ex calciatore beninese
- 20 ottobre - Nazareth Cascante, modella costaricana
- 20 ottobre - Pedro Catarino, cestista portoghese
- 20 ottobre - Zoran Danoski, calciatore macedone
- 20 ottobre - Jonathan Falk, ex giocatore di football americano e allenatore di football americano svizzero
- 20 ottobre - Thomas Helly, calciatore austriaco
- 20 ottobre - Derek Needham, cestista statunitense
- 20 ottobre - Sok Pheng, calciatore cambogiano
- 20 ottobre - Alban Pnishi, calciatore svizzero
- 20 ottobre - Qi Guangpu, sciatore freestyle cinese
- 20 ottobre - Baptiste Reynet, ex calciatore francese
- 20 ottobre - Juan Adrián Salas, giocatore di calcio a 5 paraguaiano
- 20 ottobre - Erika Striulli, cestista italiana
- 20 ottobre - Chris Thompson, giocatore di football americano statunitense
- 20 ottobre - Andrew Watt, polistrumentista e produttore discografico statunitense
- 20 ottobre - Claudia Zornoza, calciatrice spagnola
- 21 ottobre - Jordan Callahan, cestista statunitense
- 21 ottobre - Nirmal Chettri, ex calciatore indiano
- 21 ottobre - Stefano Crotta, cestista italiano
- 21 ottobre - Danyyil Dvirnyy, scacchista italiano
- 21 ottobre - Alice Ferrazza, calciatrice italiana
- 21 ottobre - Altin Hoxha, calciatore albanese
- 21 ottobre - Bengali-Fodé Koita, calciatore guineano
- 21 ottobre - Mathieu Peybernes, calciatore francese
- 21 ottobre - Ricky Rubio, cestista spagnolo
- 21 ottobre - Maxime Vachier-Lagrave, scacchista francese
- 21 ottobre - Aleksandar Šofranac, calciatore montenegrino
- 22 ottobre - David Blacha, ex calciatore polacco
- 22 ottobre - Mariana di Girolamo, attrice cilena
- 22 ottobre - Ashley Fiolek, ex pilota motociclistica statunitense
- 22 ottobre - Nicolás Francella, attore e produttore cinematografico argentino
- 22 ottobre - Jamie George, rugbista a 15 britannico
- 22 ottobre - Eduardo Hernández, pallavolista portoricano
- 22 ottobre - Filip Jazvić, calciatore croato
- 22 ottobre - Jonathan Lipnicki, attore statunitense
- 22 ottobre - Paul McGinn, calciatore scozzese
- 22 ottobre - Jasmin Mecinoviḱ, calciatore macedone
- 22 ottobre - Jade Moore, calciatrice britannica
- 22 ottobre - Silvia Nietante, calciatrice italiana
- 22 ottobre - Kire Ristevski, calciatore macedone
- 22 ottobre - Dylan Scott, cantante statunitense
- 22 ottobre - David Savard, hockeista su ghiaccio canadese
- 23 ottobre - Dalmar Abuzeid, attore canadese
- 23 ottobre - Allyson Aires dos Santos, calciatore brasiliano
- 23 ottobre - Elise Bauman, attrice, cantante e regista canadese
- 23 ottobre - Blaž Božič, calciatore sloveno
- 23 ottobre - Stevie Brock, cantante pop statunitense
- 23 ottobre - Gustavo Busatto, calciatore brasiliano
- 23 ottobre - Alyssa Dibbern, ex pallavolista statunitense
- 23 ottobre - Paradise Oskar, compositore e cantante finlandese
- 23 ottobre - Stanislav Emel'janov, marciatore russo
- 23 ottobre - Bedri Greca, calciatore albanese
- 23 ottobre - Jesper Hansen, ex ciclista su strada danese
- 23 ottobre - Tayler Hill, ex cestista statunitense
- 23 ottobre - Deniz Kılıçlı, cestista turco
- 23 ottobre - Troels Kløve, calciatore danese
- 23 ottobre - Lovro Medić, calciatore croato
- 23 ottobre - Burak Mert, pallavolista turco
- 23 ottobre - Akihiko Nakamura, multiplista giapponese
- 23 ottobre - José Manuel Silva Oliveira, calciatore portoghese
- 23 ottobre - Shane Sutherland, calciatore scozzese
- 23 ottobre - Julián Velázquez, calciatore argentino
- 23 ottobre - Stan Walker, cantante e attore neozelandese
- 23 ottobre - McRae Williams, ex sciatore freestyle statunitense
- 24 ottobre - Kirby Bliss Blanton, attrice e modella statunitense
- 24 ottobre - İlkay Gündoğan, calciatore tedesco
- 24 ottobre - Hege Hansen, calciatrice norvegese
- 24 ottobre - Mohammed Jahfali, calciatore saudita
- 24 ottobre - Jake Knott, giocatore di football americano statunitense
- 24 ottobre - Magnus Nedregotten, giocatore di curling norvegese
- 24 ottobre - Florian Niederlechner, calciatore tedesco
- 24 ottobre - Danilo Petrucci, pilota motociclistico italiano
- 24 ottobre - Matteo Piano, ex pallavolista italiano
- 24 ottobre - Federica Sanfilippo, fondista e biatleta italiana
- 24 ottobre - Peyton Siva, ex cestista statunitense
- 24 ottobre - Anthony Uribe, calciatore venezuelano
- 24 ottobre - Nikola Vučević, cestista montenegrino
- 25 ottobre - Mattia Cattaneo, ciclista su strada italiano
- 25 ottobre - Sara Chafak, modella finlandese
- 25 ottobre - Michael Cusack, animatore, doppiatore e sceneggiatore australiano
- 25 ottobre - Cléa Gaultier, attrice pornografica e modella francese
- 25 ottobre - Givi Ioseliani, ex calciatore georgiano
- 25 ottobre - Toni Markić, calciatore bosniaco
- 25 ottobre - Asha Philip, velocista britannica
- 25 ottobre - Milena Rašić, ex pallavolista serba
- 25 ottobre - Florian Sotoca, calciatore francese
- 25 ottobre - Rolland Török, cestista rumeno
- 25 ottobre - Marthe Wang, cantante norvegese
- 26 ottobre - Tat'jana Akimova, biatleta russa
- 26 ottobre - Bae Yeon-ju, giocatrice di badminton sudcoreana
- 26 ottobre - Tom Brittney, attore britannico
- 26 ottobre - Laura Frigo, pallavolista italiana
- 26 ottobre - Gabrielė Gutkauskaitė, cestista lituana
- 26 ottobre - Hassan Hakizimana, ex calciatore burundese
- 26 ottobre - Boris Klaiman, calciatore israeliano
- 26 ottobre - Leon McFadden, ex giocatore di football americano statunitense
- 26 ottobre - Erik Murphy, cestista statunitense
- 26 ottobre - Mikhail Pérez, ex calciatore dominicano
- 26 ottobre - Nicolas Perez, calciatore francese
- 26 ottobre - Ezequiel Rodríguez, calciatore argentino
- 26 ottobre - Henri Saivet, calciatore senegalese
- 26 ottobre - Robert Stambolziev, ex calciatore australiano
- 26 ottobre - Amin Stevens, cestista statunitense
- 26 ottobre - Denis Strelkov, marciatore russo
- 26 ottobre - Ilka Štuhec, sciatrice alpina slovena
- 27 ottobre - Mohammed Barqesh, calciatore emiratino
- 27 ottobre - Jana Beller, modella russa
- 27 ottobre - Alex Bentley, cestista statunitense
- 27 ottobre - Krzysztof Bieńkowski, lottatore polacco
- 27 ottobre - Paul Chelimo, mezzofondista statunitense
- 27 ottobre - Ugo Crousillat, pallanuotista francese
- 27 ottobre - Patrick Doeplah, calciatore liberiano († 2011)
- 27 ottobre - Jóhann Berg Guðmundsson, calciatore islandese
- 27 ottobre - Hamza Haq, attore pakistano
- 27 ottobre - Marko Jordan, calciatore croato
- 27 ottobre - Oktovianus Maniani, calciatore indonesiano
- 27 ottobre - Papa Alioune Ndiaye, calciatore senegalese
- 27 ottobre - Hristo Zahariev, cestista bulgaro
- 27 ottobre - Ahmad Zreik, calciatore libanese
- 28 ottobre - Abdulaziz Hatem, calciatore qatariota
- 28 ottobre - Lisa Backwell, attrice britannica
- 28 ottobre - Philipp Collin, pallavolista tedesco
- 28 ottobre - Sandro Lima, calciatore brasiliano
- 28 ottobre - Ricardo Lopes Pereira, calciatore brasiliano
- 28 ottobre - Youssef Msakni, calciatore tunisino
- 28 ottobre - Phoenix Raei, attore iraniano
- 28 ottobre - Lukas Stadler, calciatore austriaco
- 28 ottobre - Yannick Stark, calciatore tedesco
- 28 ottobre - Wojciech Włodarczyk, pallavolista polacco
- 29 ottobre - Luca Bittarello, ex pallanuotista e allenatore di pallanuoto italiano
- 29 ottobre - Vanessa Crone, ex danzatrice su ghiaccio canadese
- 29 ottobre - Plamen Dimov, calciatore bulgaro
- 29 ottobre - Ferrão, giocatore di calcio a 5 brasiliano
- 29 ottobre - Ender Inciarte, giocatore di baseball venezuelano
- 29 ottobre - Dmitrij Kulikov, hockeista su ghiaccio russo
- 29 ottobre - Mauricio Loffreda, calciatore uruguaiano
- 29 ottobre - Maria Natalia Londa, lunghista e triplista indonesiana
- 29 ottobre - Amarna Miller, ex attrice pornografica e attivista spagnola
- 29 ottobre - Ben Proudfoot, regista, produttore cinematografico e sceneggiatore canadese
- 29 ottobre - Eric Saade, cantante, conduttore televisivo e ballerino svedese
- 29 ottobre - Carlson Young, attrice e regista statunitense
- 29 ottobre - Tomasz Zieliński, sollevatore polacco
- 30 ottobre - Abdulaziz Al-Shatti, schermidore kuwaitiano
- 30 ottobre - Alan Costa, calciatore brasiliano
- 30 ottobre - Ivan Filippovič Jankovskij, attore russo
- 30 ottobre - Ju Se-jong, calciatore sudcoreano
- 30 ottobre - Joe Panik, giocatore di baseball statunitense
- 30 ottobre - Paul Pilcz, attore statunitense
- 30 ottobre - Suwaibou Sanneh, velocista gambiano
- 31 ottobre - Joe Edwards, calciatore inglese
- 31 ottobre - Liv Lisa Fries, attrice tedesca
- 31 ottobre - Aleec Harris, ostacolista statunitense
- 31 ottobre - Patti Harrison, attrice, comica e sceneggiatrice statunitense
- 31 ottobre - Greg Hsu, attore, cantante e modello taiwanese
- 31 ottobre - Edson Lemaire, calciatore francese
- 31 ottobre - Richard Menjívar, ex calciatore statunitense
- 31 ottobre - Mai Okumura, pallavolista giapponese
- 31 ottobre - Ifeanyi Onyilo, ex calciatore nigeriano
- 31 ottobre - JID, rapper statunitense
- 31 ottobre - Sean Safo-Antwi, velocista britannico
- 31 ottobre - Emiliano Sala, calciatore argentino († 2019)
- 31 ottobre - Mauro Silva Sousa, ex calciatore brasiliano
- 31 ottobre - Dejan Vukomanović, calciatore bosniaco
- 31 ottobre - Ness Zamir, calciatore israeliano